# Leptodactylus diptyx
Leptodactylus diptyx är en groddjursart som beskrevs av Oskar Boettger 1885. Leptodactylus diptyx ingår i släktet Leptodactylus och familjen tandpaddor. IUCN kategoriserar arten globalt som livskraftig. Inga underarter finns listade i Catalogue of Life.